# Irago (kanał)
Kanał Irago (jap. 伊良湖水道 Irago-suidō) – cieśnina w Japonii, na południowym wybrzeżu wyspy Honsiu, łącząca zatokę Ise i zatokę Mikawa z Oceanem Spokojnym.

## Yukio Mishima i wyspa Kami
Wyspa Kami (Kami-shima) leżąca pośrodku kanału Irago posłużyła jako miejsce akcji powieści Yukio Mishimy, zatytułowanej Shiosai (Ballada o miłości, 1954). Tytuł książki w języku angielskim, odpowiadający oryginałowi: „The Sound of Waves”. Jest to opowieść o pierwszej miłości młodego rybaka i poławiaczki pereł, córki najbogatszego mężczyzny we wsi. Powieść została kilkakrotnie sfilmowana.